# Dawid Vogel
Dawid Vogel (ros. Давид Фогель, hebr. דוד פוגל, niem. David Vogel, ur. 1891 w Satanowie, obecnie w rejonie horodockim, zm. 1944 Auschwitz-Birkenau) - poeta piszący w języku hebrajskim. W Polsce jego wiersze wydano w zbiorze Poezje nowohebrajskie.